# Snakes 'n' Ladders
Snakes 'n' Ladders je sedmnácté studiové album skotské rockové skupiny Nazareth. Vydáno bylo v lednu roku 1989 společností Vertigo Records a jeho producentem byl Joey Balin. Jde o poslední album kapely nahrané s původním kytaristou Mannym Charltonem, který z ní následujícícho roku odešel. Kromě autorských písní jsou na nahrávce také tři coververze.

## Seznam skladeb
1. „Animals“ (Manny Charlton) – 4:05
2. „Lady Luck“ (Charlton, Dan McCafferty, Pete Agnew, Darrell Sweet) – 4:09
3. „Hang On to a Dream“ (Tim Hardin) – 4:36
4. „Piece of My Heart“ (Bert Berns, Jerry Ragovoy) – 4:28
5. „Trouble“ (Charlton, McCafferty, Agnew, Sweet) – 4:58
6. „The Key“ (Charlton) – 3:18
7. „Back to School“ (Agnew, Charlton, McCafferty, Sweet, Billy Rankin) – 4:53
8. „Girls“ (Charlton, McCafferty, Agnew, Sweet) – 3:43
9. „Donna – Get Off That Crack“ (Charlton) – 4:23
10. „See You, See Me“ (Charlton, McCafferty, Agnew, Sweet) – 5:00
11. „Helpless“ (Neil Young) – 4:58

## Obsazení
- Dan McCafferty – zpěv
- Manny Charlton – kytara, klávesy, programování
- Pete Agnew – baskytara
- Darrell Sweet – bicí